# Cryptocala fuchsii
Cryptocala fuchsii är en fjärilsart som beskrevs av Wendl 1901. Cryptocala fuchsii ingår i släktet Cryptocala och familjen nattflyn. Inga underarter finns listade i Catalogue of Life.